# Polské vysočiny
Polské vysočiny (polsky Wyżyny Polskie) je rozsáhlá geomorfologická provincie Hercynského geomorfologického systému Střední Evropy. Wyżyny Polskie se rozkládají v Polsku (Opolské vojvodství, Slezské vojvodství, Malopolské vojvodství, Lodžské vojvodství, Mazovské vojvodství, Svatokřížské vojvodství, Lublinské vojvodství a Podkarpatské vojvodství) a na Ukrajině (Lvovská oblast) a jejich vodstvo patří do povodí řeky Visly a povodí řeky Odry v úmoří Baltského moře. Geologie je tvořena převážně vápencovými útvary (erodované pozůstatky zaniklých pravěkých moří), uhelnými slojemi, pískovými a sprašovými půdami, lokálními vyvřelinami a působením zaniklého ledovce v době ledové aj. Největším městem v oblasti je Krakov a největší řekou je Visla.

## Členění
Obvykle je voleno členění:
- Wyżyna Śląsko-Krakowska (Slezsko-krakovská vysočina)
  - Wyżyna Śląska (Slezská vysočina)
  - Wyżyna Woźnicko-Wieluńska
  - Wyżyna Krakowsko-Częstochowska (Krakovsko-čenstochovská vysočina)
- Wyżyna Małopolska (Malopolská vysočina)
  - Wyżyna Przedborska
  - Niecka Nidziańska
  - Wyżyna Kielecka (Kielecká vysočina)
- Wyżyna Lubelsko-Lwowska (Lubelsko-lvovská vysočina)
  - Wyżyna Lubelska (Lubelská vysočina)
  - Roztocze

## Galerie

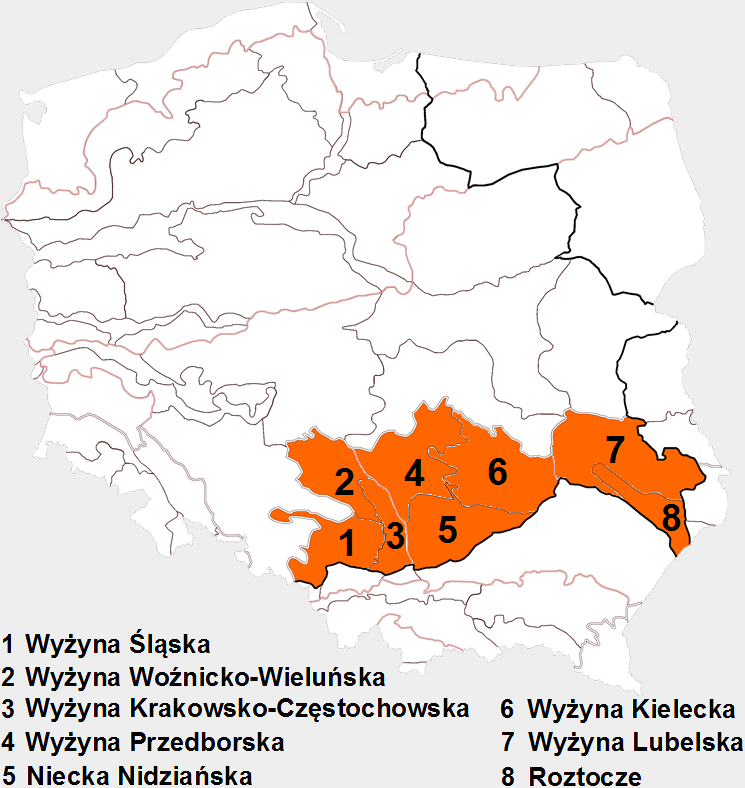
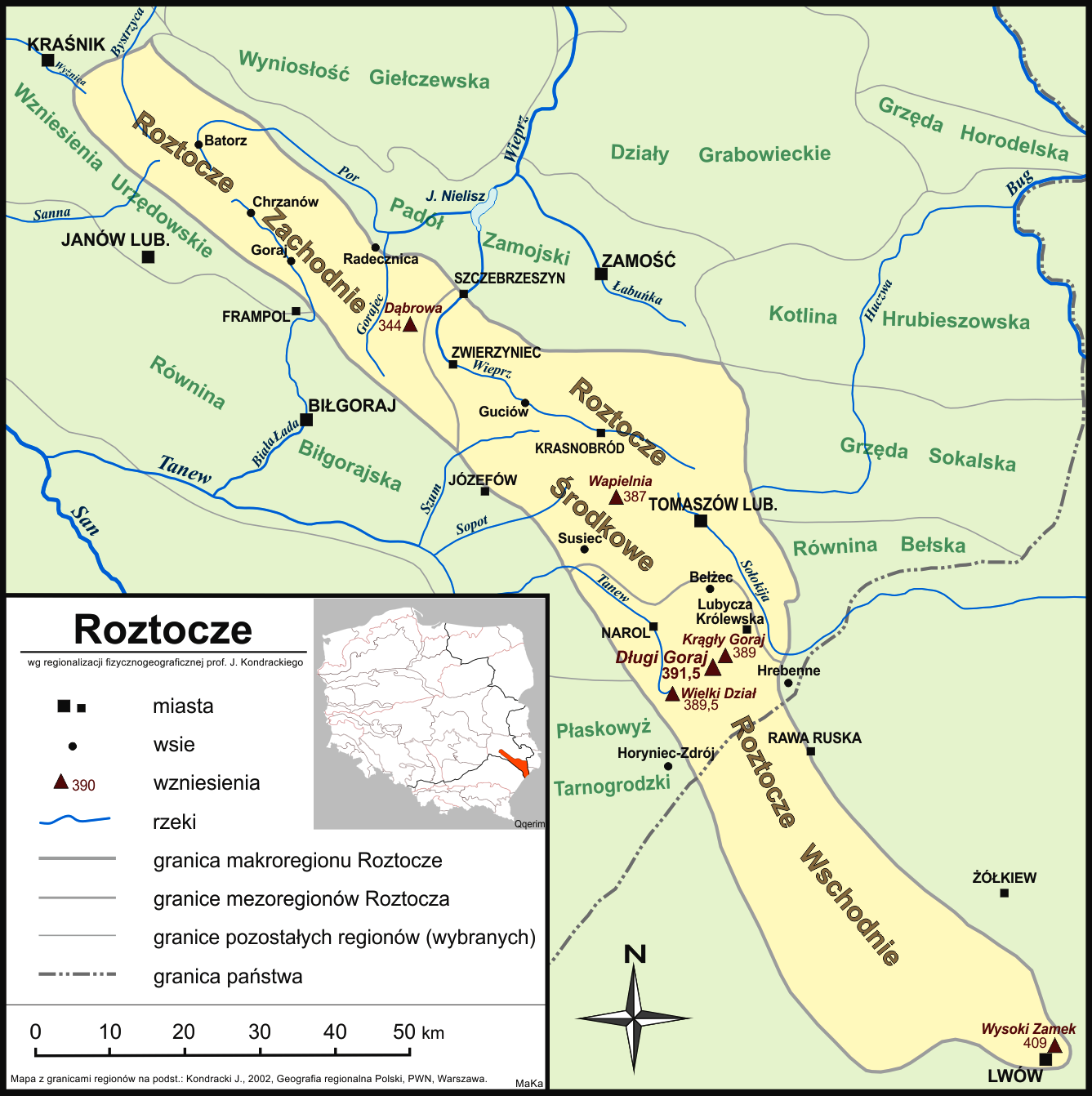